# Ferdinand Keller (archeolog)
Ferdinand Keller (ur. 24 grudnia 1800 w Marthalen, zm. 21 lipca 1881 w Zurychu) – archeolog, przewodniczący Towarzystwa Antykwarycznego w Zurychu.
Prowadził wykopaliska w Szwajcarii. Jego badania i obserwacje doprowadziły do zidentyfikowania setek osad typu palafitowego. Prowadził badania na stanowisku La Tène w miejscowości La Tène.